# Sjaak Storm
Jacques Henri Storm, detto Sjaak (1º agosto 1961), è un ex calciatore e allenatore di calcio olandese, di ruolo portiere.